# Raúl Camacho
Raúl Erasmo Camacho Lastra (ur. 19 marca 2002 w Los Mochis) – meksykański piłkarz występujący na pozycji napastnika, od 2023 roku zawodnik Mazatlán.